# Еліна Васева
Еліна Любчова Васева (болг. Елина Любчова Васева; нар. 21 серпня 1986, Кюстендил, Кюстендильська область) — болгарська борчиня вільного стилю, бронзова призерка чемпіонату Європи, учасниця Олімпійських ігор. Срібна призерка чемпіонату світу з пляжної боротьби.

## Біографія
Боротьбою почала займатися з 1999 року. Перший тренер Іліана Златкова.
У 2003 році стала срібною призеркою чемпіонату Європи серед кадетів. У 2006 році здобула бронзову нагроду юніорської континентальної першості. З 2009 року тренувалася під керівництвом Симеона Щерева.
Виступає за борцівський клуб «Юнак Локомотив» з Русе. Виступала також за клуб «Васил і Георгій Ілієв» з Кюстендила. Особистий тренер Георгій Станєв.

## Спортивні результати на міжнародних змаганнях

### Виступи на Олімпіадах
| Змагання                    | Збірна   | Вагова категорія          | Місце |
| --------------------------- | -------- | ------------------------- | ----- |
| Літні Олімпійські ігри 2008 | Болгарія | жіноча боротьба, до 63 кг | 7     |

### Виступи на Чемпіонатах світу
#ЗНАЧ! 

| Змагання                        | Збірна   | Вагова категорія                 | Місце  |
| ------------------------------- | -------- | -------------------------------- | ------ |
| Чемпіонат світу з боротьби 2009 | Болгарія | пляжна боротьба, до female+70 кг | Срібло |
| Чемпіонат світу з боротьби 2009 | Болгарія | жіноча боротьба, до 63 кг        | 8      |
| Чемпіонат світу з боротьби 2010 | Болгарія | жіноча боротьба, до 63 кг        | 19     |
| Чемпіонат світу з боротьби 2013 | Болгарія | жіноча боротьба, до 67 кг        | 15     |
| Чемпіонат світу з боротьби 2014 | Болгарія | жіноча боротьба, до 63 кг        | 12     |

### Виступи на Чемпіонатах Європи
| Змагання                         | Збірна   | Вагова категорія          | Місце  |
| -------------------------------- | -------- | ------------------------- | ------ |
| Чемпіонат Європи з боротьби 2008 | Болгарія | жіноча боротьба, до 63 кг | 10     |
| Чемпіонат Європи з боротьби 2009 | Болгарія | жіноча боротьба, до 63 кг | 16     |
| Чемпіонат Європи з боротьби 2010 | Болгарія | жіноча боротьба, до 63 кг | Бронза |
| Чемпіонат Європи з боротьби 2012 | Болгарія | жіноча боротьба, до 63 кг | 5      |
| Чемпіонат Європи з боротьби 2013 | Болгарія | жіноча боротьба, до 63 кг | 5      |

### Виступи на Європейських іграх
| Європейські ігри 2015 | Болгарія | жіноча боротьба, до 63 кг | 13 |

### Виступи на інших змаганнях
| Змагання                                                        | Збірна   | Вагова категорія          | Місце  |
| --------------------------------------------------------------- | -------- | ------------------------- | ------ |
| Олімпійський кваліфікаційний турнір з боротьби 2004 (Мадрид)    | Болгарія | жіноча боротьба, до 63 кг | 24     |
| Турнір Дана Колова — Николи Петрова 2007                        | Болгарія | жіноча боротьба, до 63 кг | Бронза |
| Олімпійський кваліфікаційний турнір з боротьби 2008 (Хапаранда) | Болгарія | жіноча боротьба, до 63 кг | Золото |
| Турнір Дана Колова — Николи Петрова 2008                        | Болгарія | жіноча боротьба, до 63 кг | Срібло |
| Турнір Дана Колова — Николи Петрова 2010                        | Болгарія | жіноча боротьба, до 63 кг | Золото |
| Золотий Гран-прі з боротьби 2010 (Баку)                         | Болгарія | жіноча боротьба, до 63 кг | 11     |
| Турнір Дана Колова — Николи Петрова 2011                        | Болгарія | жіноча боротьба, до 63 кг | Срібло |
| Турнір Дана Колова — Николи Петрова 2012                        | Болгарія | жіноча боротьба, до 63 кг | 9      |
| Турнір Дана Колова — Николи Петрова 2013                        | Болгарія | жіноча боротьба, до 63 кг | Срібло |
| Меморіал Іона Корнеану 2013                                     | Болгарія | жіноча боротьба, до 67 кг | Срібло |
| Меморіал Вацлава Циолковського 2013                             | Болгарія | жіноча боротьба, до 67 кг | Бронза |
| Відкритий чемпіонат Польщі з боротьби 2014                      | Болгарія | жіноча боротьба, до 63 кг | Срібло |
| Вогні Москви 2014                                               | Болгарія | жіноча боротьба, до 69 кг | 6      |
| Klippan Lady Open 2015                                          | Болгарія | жіноча боротьба, до 63 кг | 18     |
| Турнір Дана Колова — Николи Петрова 2015                        | Болгарія | жіноча боротьба, до 63 кг | Срібло |
| Відкритий чемпіонат Польщі з боротьби 2015                      | Болгарія | жіноча боротьба, до 69 кг | 11     |
| Турнір Дана Колова — Николи Петрова 2016                        | Болгарія | жіноча боротьба, до 63 кг | Бронза |
| Турнір Дана Колова — Николи Петрова 2017                        | Болгарія | жіноча боротьба, до 63 кг | 7      |

### Виступи на змаганнях молодших вікових груп
| Змагання                                       | Збірна   | Вагова категорія          | Місце  |
| ---------------------------------------------- | -------- | ------------------------- | ------ |
| Чемпіонат Європи з боротьби серед кадетів 2001 | Болгарія | жіноча боротьба, до 56 кг | 9      |
| Чемпіонат Європи з боротьби серед кадетів 2002 | Болгарія | жіноча боротьба, до 60 кг | 10     |
| Чемпіонат Європи з боротьби серед кадетів 2003 | Болгарія | жіноча боротьба, до 65 кг | Срібло |
| Чемпіонат світу з боротьби серед юніорів 2003  | Болгарія | жіноча боротьба, до 63 кг | 15     |
| Чемпіонат Європи з боротьби серед юніорів 2004 | Болгарія | жіноча боротьба, до 63 кг | 13     |
| Чемпіонат світу з боротьби серед юніорів 2005  | Болгарія | жіноча боротьба, до 63 кг | 13     |
| Чемпіонат Європи з боротьби серед юніорів 2005 | Болгарія | жіноча боротьба, до 63 кг | 9      |
| Чемпіонат Європи з боротьби серед юніорів 2006 | Болгарія | жіноча боротьба, до 63 кг | Бронза |
| Чемпіонат світу з боротьби серед юніорів 2006  | Болгарія | жіноча боротьба, до 63 кг | 10     |